# Nietzsche-Haus Sils Maria

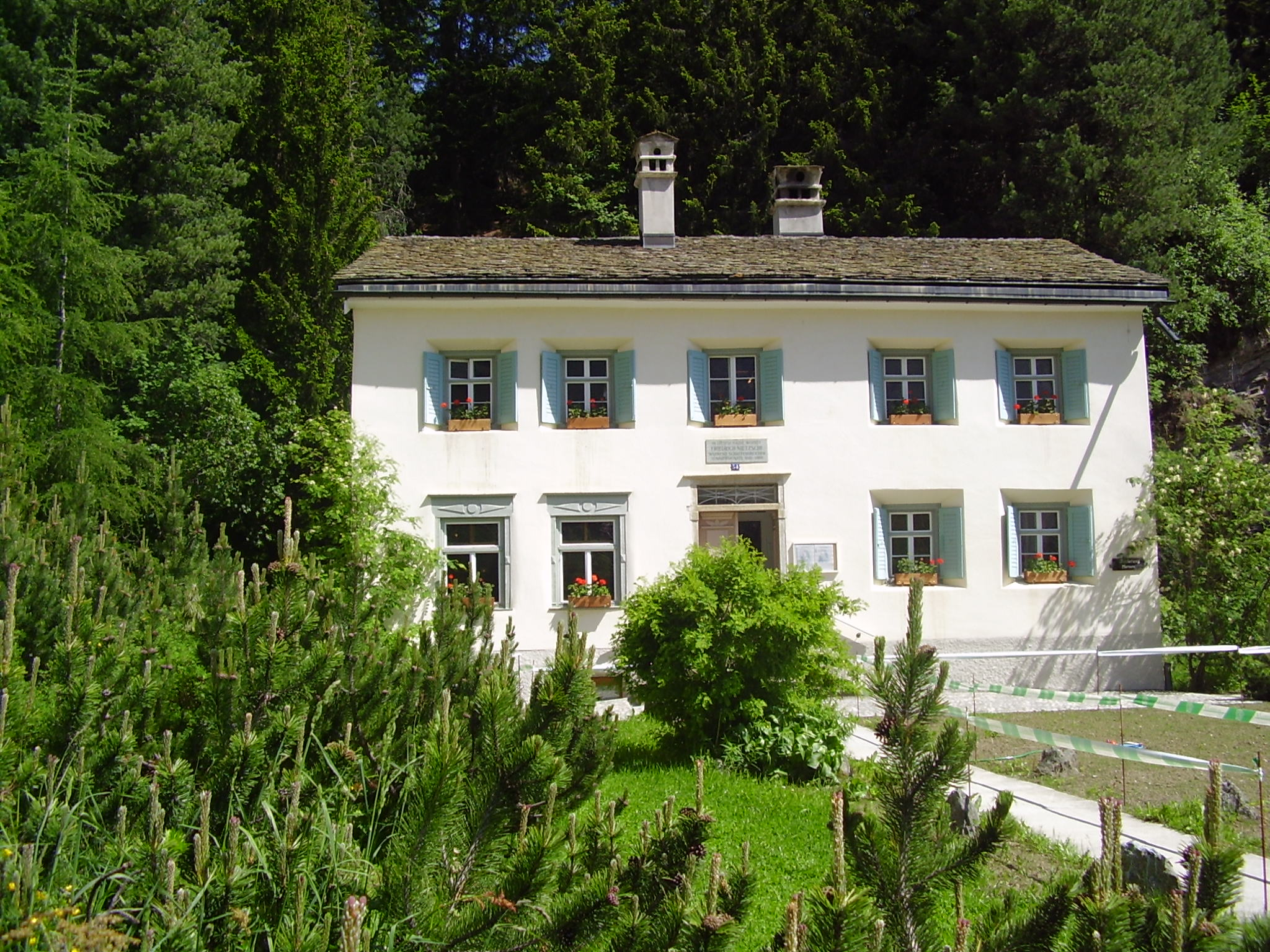
Nietzsche-Haus, Sils Maria

Im heutigen Museum Nietzsche-Haus in Sils Maria in der Schweiz wohnte der Philosoph Friedrich Nietzsche (1844–1900) in den Sommermonaten der 1880er-Jahre, bis kurz vor seinem geistigen Zusammenbruch im Januar 1889. Das Gebäude ist seit 1960 als Museum eingerichtet.

## Geschichte des Hauses

### Wohnort Nietzsches

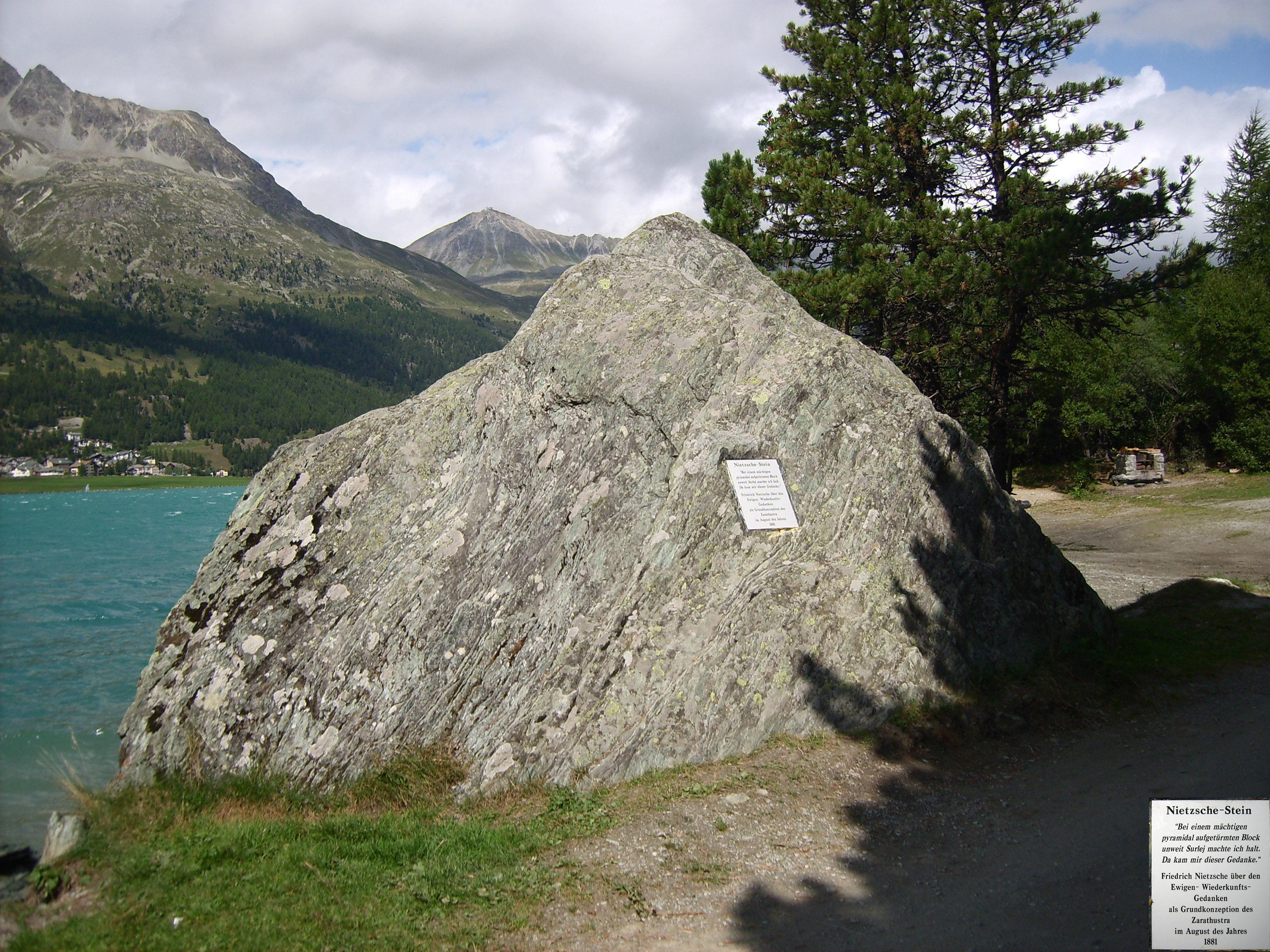
Zarathustra-Stein am Silvaplanersee

Wegen seiner schlechten gesundheitlichen Verfassung gab Nietzsche 1879 seine Professur für klassische Philologie an der Universität Basel auf und bereiste daraufhin europäische Kurorte wie St. Moritz, Nizza, Menton und Rapallo, auf der Suche nach einem günstigeren Klima zur Niederschrift seiner philosophischen Werke. 1881 mietete er in Sils Maria bei Gemeindepräsident Giàn Durisch für einen Franken täglich in einem etwa 200-jährigen Haus, in dessen Erdgeschoss die Eheleute Durisch einen Gemischtwarenladen betrieben, ein ungeheiztes Zimmer im ersten Stock und bewohnte es in den Sommermonaten dieses Jahres sowie von 1883 bis 1888. 
Das hochgelegene Sils im Oberengadin bezeichnete Nietzsche als perla perlissima. In seinem Zimmer, das er seine Höhle nannte, korrespondierte er mit Freunden und Familienangehörigen und verfasste folgende Werke: Die fröhliche Wissenschaft, Jenseits von Gut und Böse, Zur Genealogie der Moral, Ecce homo, Der Wille zur Macht, Götzen-Dämmerung oder Wie man mit dem Hammer philosophirt, Der Fall Wagner, Nietzsche contra Wagner sowie das geplante Projekt Magnum in parvo: Eine Philosophie im Auszug, das zu zwei Dritteln in die Götzen-Dämmerung und zu einem Drittel in Der Antichrist übernommen wurde. Zu seinem Spätwerk Also sprach Zarathustra und dem damit verbundenen Konzept der Ewigen Wiederkunft wurde er bei einer Wanderung am nahegelegenen Silvaplanersee, «bei einem mächtigen pyramidal aufgethürmten Block unweit Surlei» inspiriert.

### Museum
1959 wurde Nietzsches Aufenthaltsort durch Mitglieder der Stiftung Nietzsche-Haus in Sils Maria zu einem Museum umgestaltet und am 25. August 1960 anlässlich des 60. Todestages des Philosophen eröffnet. Das Museum enthält eine der weltweit grössten, mehrsprachigen Sammlungen von Werken über Nietzsche. Die Sammlung umfasst eine Bibliothek mit mittlerweile über 4500 Bänden, den Oscar Levy-Raum, benannt nach Oscar Levy, dem ersten Übersetzer Nietzsches ins Englische sowie die 1991 eingerichtete Basler Professorenstube mit dem originalen Mobiliar aus Nietzsches erstem eigenem Haushalt in Basel.

## Zitat
„Lieber Freund, nun bin ich wieder im Ober-Engadin, zum dritten Male, und wieder fühle ich, daß hier und nirgends anderswo meine rechte Heimat und Brutstätte ist.“